# Décès en mai 2016
Décès
- 2012
- 2013
- 2014
- 2015
- 2016
- 2017
- 2018
- 2019
- 2020

Pour une information complémentaire, voir la page d'aide.

| Date    | Nom                                  | Activités | Âge   | Source |
| ------- | ------------------------------------ | --- | ----- | ------ |
| 1er mai | Jean-Marie Girault                   | Homme politique français, sénateur, maire de Caen (1970-2001).                                                    | 90    |        |
| 1er mai | Solomon W. Golomb                    | Mathématicien et informaticien américain.                                                                         | 83    | (en)   |
| 1er mai | Madeleine Lebeau                     | Actrice française.                                                                                                | 92    | (en)   |
| 1er mai | Doug Raney                           | Guitariste de jazz américain                                                                                      | 59    | (en)   |
| 2 mai   | Walter Dürst                         | Hockeyeur sur glace suisse, médaillé de bronze aux Jeux olympiques d'hiver de 1948.                               | 89    | (de)   |
| 2 mai   | Hubert Mounier                       | Chanteur français, surnommé Cleet Boris, cofondateur du groupe L’Affaire Louis’ Trio et auteur de bande dessinée. | 53    |        |
| 2 mai   | Doug Raney                           | Guitariste américain.                                                                                             | 59    | (da)   |
| 2 mai   | Afeni Shakur                         | Révolutionnaire américaine.                                                                                       | 69    | (en)   |
| 2 mai   | Nelie Smith                          | Rugbyman sud-africain.                                                                                            | 81    |        |
| 2 mai   | Fernando Soto Aparicio               | Poète et écrivain colombien.                                                                                      | 82    | (es)   |
| 3 mai   | Abel Fernández                       | Acteur américain.                                                                                                 | 85    | (en)   |
| 3 mai   | Tadeusz Gocłowski (pl)               | Prélat catholique polonais.                                                                                       | 84    | (pl)   |
| 3 mai   | Kaname Harada                        | Aviateur japonais.                                                                                                | 99    | (en)   |
| 3 mai   | Carl Fredrik Reuterswärd             | Artiste et écrivain suédois.                                                                                      | 81    | (sv)   |
| 4 mai   | Jean-Baptiste Bagaza                 | Homme politique burundais, Président (1976-1987).                                                                 | 69    |        |
| 4 mai   | Robert Bennett                       | Homme politique américain.                                                                                        | 82    | (en)   |
| 4 mai   | Gaëtan Boucher                       | Hockeyeur sur glace canadien.                                                                                     | 59    |        |
| 4 mai   | Giuseppe Faraca                      | Cycliste sur route italien.                                                                                       | 56    | (it)   |
| 4 mai   | Rita Renoir                          | Actrice française.                                                                                                | 82    |        |
| 4 mai   | Adlan Varayev                        | Lutteur soviétique, médaillé d'argent aux Jeux olympiques d'été de 1988.                                          | 54    | (ru)   |
| 5 mai   | Benito Cocchi (it)                   | Prélat catholique italien.                                                                                        | 81    | (it)   |
| 5 mai   | Paul Marchelli                       | Syndicaliste français.                                                                                            | 82    |        |
| 5 mai   | François Roth                        | Historien français.                                                                                               | 80    |        |
| 5 mai   | Siné                                 | Dessinateur et caricaturiste français.                                                                            | 87    |        |
| 5 mai   | Isao Tomita                          | Compositeur japonais de musique électronique.                                                                     | 84    | (en)   |
| 5 mai   | Jacques Van der Biest                | Prêtre catholique belge.                                                                                          | 86    |        |
| 6 mai   | Klaus Ampler                         | Cycliste sur route est-allemand puis allemand.                                                                    | 75    | (de)   |
| 6 mai   | Johannes Bauer                       | Tromboniste allemand.                                                                                             | 61    | (en)   |
| 6 mai   | Patrick Ekeng                        | Footballeur camerounais.                                                                                          | 26    |        |
| 6 mai   | Margot Honecker                      | Femme politique est-allemande.                                                                                    | 89    |        |
| 6 mai   | Candye Kane                          | Chanteuse américaine de blues.                                                                                    | 54    | (en)   |
| 6 mai   | Larry                                | Footballeur international brésilien.                                                                              | 83    | (pt)   |
| 6 mai   | Hope Sanderson                       | géologue néo-zélandaise.                                                                                          | 90    | (en)   |
| 6 mai   | Niklaus Schilling                    | Réalisateur suisse.                                                                                               | 72    | (de)   |
| 6 mai   | Kōjō Tanaka                          | Photographe japonais.                                                                                             | 91    | (ja)   |
| 6 mai   | Abou Wahib                           | Djihadiste irakien.                                                                                               | 29/30 |        |
| 6 mai   | Nico de Bree                         | Footballeur néerlandais.                                                                                          | 71    | (nl)   |
| 7 mai   | Fernando Álvarez de Miranda y Torres | Homme politique espagnol.                                                                                         | 92    | (es)   |
| 7 mai   | Alain Carron de La Carrière          | Prêtre dominicain, producteur de télévision et producteur et animateur de radio français.                         | 83    |        |
| 7 mai   | Jean-François Doré                   | Animateur de radio canadien, québécois.                                                                           | 68    |        |
| 7 mai   | John Krish                           | Réalisateur britannique.                                                                                          | 92    | (en)   |
| 7 mai   | Gonzalo López Marañón (de)           | Prélat catholique espagnol, membre de l'Ordre des Carmes déchaux.                                                 | 82    | (es)   |
| 7 mai   | Robert Roanne                        | Acteur belge. | 86    |        |
| 8 mai   | Tom M. Apostol                       | Mathématicien américain.                                                                                          | 92    | (en)   |
| 8 mai   | Philippe Beaussant                   | Musicologue et nouvelliste français.                                                                              | 86    |        |
| 8 mai   | John Bradshaw                        | Psychothérapeute, écrivain et conférencier américain.                                                             | 82    | (en)   |
| 8 mai   | Nick Lashaway (en)                   | Acteur américain.                                                                                                 | 28    | (en)   |
| 8 mai   | William Schallert                    | Acteur américain.                                                                                                 | 93    | (en)   |
| 9 mai   | Gareth Gwenlan                       | Producteur de télévision et réalisateur britannique.                                                              | 79    | (en)   |
| 9 mai   | Walther Leisler Kiep                 | Homme politique allemand.                                                                                         | 90    | (de)   |
| 10 mai  | Pál Deim                             | Artiste peintre, sculpteur et lithographe hongrois.                                                               | 83    | (hu)   |
| 10 mai  | Gene Gutowski                        | Producteur de cinéma polonais puis américain.                                                                     | 90    | (en)   |
| 10 mai  | Thomas Luckmann                      | Sociologue allemand.                                                                                              | 88    | (de)   |
| 10 mai  | Steve Smith                          | VTTiste canadien.                                                                                                 | 26    | (en)   |
| 11 mai  | Adrian Brine                         | Acteur, metteur en scène, scénariste et réalisateur britannique.                                                  | 80    | (en)   |
| 11 mai  | François Morellet                    | Artiste contemporain français.                                                                                    | 90    |        |
| 11 mai  | Joe Temperley                        | Saxophoniste et clarinettiste britannique de jazz.                                                                | 86    | (en)   |
| 12 mai  | Mike Agostini                        | Sprinter trinidadien.                                                                                             | 81    | (en)   |
| 12 mai  | Denise Bernot                        | Professeur linguiste française.                                                                                   | 94    |        |
| 12 mai  | Denis Hardy                          | Homme politique québécois.                                                                                        | 80    |        |
| 12 mai  | Bohumil Kubát                        | Lutteur tchécoslovaque, médaillé de bronze aux Jeux olympiques d'été de 1960.                                     | 81    | (cs)   |
| 12 mai  | Tapio Mäkelä                         | Skieur de fond finlandais, champion et médaillé d'argent aux Jeux olympiques d'hiver de 1952.                     | 89    | (fi)   |
| 12 mai  | Susannah Mushatt Jones               | Supercentenaire américaine et doyenne de l'humanité.                                                              | 116   |        |
| 12 mai  | Yukio Ninagawa                       | Metteur en scène japonais.                                                                                        | 80    |        |
| 12 mai  | Georges Sesia                        | Footballeur français.                                                                                             | 91    |        |
| 13 mai  | Moustapha Badreddine                 | Terroriste libanais.                                                                                              | 55    |        |
| 13 mai  | John Imbrie                          | Géologue et océanographe américain.                                                                               | 90    | (en)   |
| 13 mai  | Christophe Lambert                   | Publicitaire, écrivain et conseiller en communication français.                                                   | 51    |        |
| 13 mai  | Éloi Leclerc                         | Prêtre franciscain et écrivain français.                                                                          | 94    |        |
| 13 mai  | Alphonse Le Gall                     | Footballeur français.                                                                                             | 84    |        |
| 13 mai  | Pinuccio Sciola                      | Sculpteur italien.                                                                                                | 74    | (it)   |
| 14 mai  | Tony Barrow (en)                     | Rédacteur en chef anglais.                                                                                        | 80    | (en)   |
| 14 mai  | Darwyn Cooke                         | Scénariste et dessinateur canadien de bandes dessinées.                                                           | 53    | (en)   |
| 14 mai  | John Coyle                           | Footballeur écossais.                                                                                             | 83    | (en)   |
| 14 mai  | Engelbert Kraus                      | Footballeur allemand.                                                                                             | 81    | (de)   |
| 14 mai  | Lasse Mårtenson                      | Chanteur finlandais de jazz.                                                                                      | 81    | (fi)   |
| 14 mai  | Banza Mukalay                        | Homme politique congolais.                                                                                        | 63    |        |
| 15 mai  | André Brahic                         | Astrophysicien français.                                                                                          | 73    |        |
| 15 mai  | Maurice Prat                         | Rugbyman français.                                                                                                | 87    |        |
| 15 mai  | Marion Tournon-Branly                | Architecte française.                                                                                             | 91    |        |
| 16 mai  | Giovanni Coppa                       | Cardinal italien.                                                                                                 | 90    |        |
| 16 mai  | Huguette Dreyfus                     | Claveciniste française.                                                                                           | 87    |        |
| 16 mai  | Romaldo Giurgola                     | Architecte italo-américano-australien.                                                                            | 95    | (en)   |
| 16 mai  | François Maistre                     | Acteur français.                                                                                                  | 91    |        |
| 16 mai  | Jim McMillian                        | Basketteur américain.                                                                                             | 68    | (en)   |
| 16 mai  | Julia Meade                          | Actrice américaine.                                                                                               | 90    | (en)   |
| 17 mai  | Guy Clark                            | Musicien, chanteur et auteur-compositeur-interprète américain.                                                    | 74    | (en)   |
| 17 mai  | Yūko Mizutani                        | Actrice de doublage japonaise.                                                                                    | 51    | (en)   |
| 18 mai  | Pantaleón                            | Footballeur espagnol.                                                                                             | 79    | (es)   |
| 18 mai  | Kornél Pajor                         | Patineur de vitesse hongrois.                                                                                     | 92    | (hu)   |
| 18 mai  | Fritz Stern                          | Historien américano-allemand.                                                                                     | 90    | (de)   |
| 19 mai  | Alexandre Astruc                     | Cinéaste et écrivain français.                                                                                    | 92    |        |
| 19 mai  | Marco Pannella                       | Homme politique italien.                                                                                          | 86    | (it)   |
| 19 mai  | Morley Safer                         | Journaliste canado-américain et animateur de télévision.                                                          | 84    |        |
| 19 mai  | Alan Young                           | Acteur, réalisateur et scénariste britannique.                                                                    | 96    | (en)   |
| 21 mai  | Gaston Berghmans                     | Acteur comique belge.                                                                                             | 90    | (nl)   |
| 21 mai  | Elijio Briceño                       | Homme politique et un homme d'affaires bélizien.                                                                  | 78    | (en)   |
| 21 mai  | Andrea Maria Erba                    | Prélat catholique italien.                                                                                        | 86    | (it)   |
| 21 mai  | Pierre Karli                         | Neurobiologiste français.                                                                                         | 90    |        |
| 21 mai  | Akhtar Mohammad Mansour              | Chef des talibans afghans.                                                                                        | ?     |        |
| 21 mai  | Nick Menza                           | Musicien et batteur américain.                                                                                    | 51    | (en)   |
| 21 mai  | Bernard Simonay                      | Écrivain français.                                                                                                | 64    |        |
| 21 mai  | Sándor Tarics                        | Poloïste hongrois, champion aux Jeux olympiques d'été de 1936.                                                    | 102   |        |
| 22 mai  | Lucjan Avgustini                     | Prélat catholique albanais.                                                                                       | 52    | (it)   |
| 22 mai  | Adolf Born                           | Artiste peintre tchèque.                                                                                          | 85    | (cs)   |
| 22 mai  | Velimir Sombolac                     | Footballeur international yougoslave, champion olympique en 1960.                                                 | 77    | (sr)   |
| 22 mai  | Bata Živojinović                     | Acteur serbe. | 82    | (en)   |
| 23 mai  | Richard Marcotte                     | Homme politique canadien.                                                                                         | 68/69 |        |
| 24 mai  | Brigitte Jordan                      | Scientifique et consultante germano-américaine                                                                    | 78    | (en)   |
| 24 mai  | Burt Kwouk                           | Acteur britannique.                                                                                               | 85    | (en)   |
| 24 mai  | Mell Lazarus                         | Scénariste et dessinateur américain de bandes dessinées.                                                          | 89    | (en)   |
| 24 mai  | Anne-Marie Nzié                      | Chanteuse camerounaise.                                                                                           | 84    |        |
| 24 mai  | Jorma Salmi                          | Hockeyeur sur glace finlandais.                                                                                   | 83    | (fi)   |
| 25 mai  | Élie-Charles Flamand                 | Poète et écrivain français.                                                                                       | 87    |        |
| 25 mai  | Yang Jiang                           | Femme de lettres et traductrice chinoise.                                                                         | 104   | (zh)   |
| 25 mai  | Henri Maccheroni                     | Peintre, photographe et graveur français.                                                                         | 83    |        |
| 26 mai  | Kazimierz Barburski                  | Épéiste polonais, médaillé de bronze aux Jeux olympiques d'été de 1968.                                           | 73    | (pl)   |
| 26 mai  | Loris Francesco Capovilla            | Cardinal italien.                                                                                                 | 100   |        |
| 26 mai  | Ted Dumitru                          | Footballeur puis entraîneur roumain.                                                                              | 76    | (en)   |
| 26 mai  | Wanaro N'Godrella                    | Tennisman français.                                                                                               | 66    |        |
| 26 mai  | Angela Paton                         | Actrice américaine.                                                                                               | 86    |        |
| 26 mai  | Arturo Pomar                         | Joueur d'échecs espagnol.                                                                                         | 84    | (es)   |
| 27 mai  | Charles L. Bitsch                    | Réalisateur français.                                                                                             | 85    |        |
| 27 mai  | Jean-Claude Decaux                   | Industriel français.                                                                                              | 78    |        |
| 27 mai  | Petro Herkulan Malchuk (en)          | Prélat catholique ukrainien, membre de l'Ordre des frères mineurs.                                                | 50    | (en)   |
| 27 mai  | Girolamo Prigione                    | Prélat catholique mexicain.                                                                                       | 94    | (es)   |
| 28 mai  | Giorgio Albertazzi                   | Acteur italien.                                                                                                   | 92    | (it)   |
| 28 mai  | David Cañada                         | Cycliste espagnol.                                                                                                | 41    |        |
| 28 mai  | Bryce Dejean-Jones                   | Basketteur américain.                                                                                             | 23    |        |
| 29 mai  | Svetozar Koljević                    | Critique littéraire, historien de la littérature et traducteur serbe.                                             | 85    | (sr)   |
| 29 mai  | Yannick Lontsi                       | Coureur cycliste camerounais.                                                                                     | 27    |        |
| 29 mai  | Grigore Obreja                       | Céiste roumain, médaillé de bronze aux Jeux olympiques d'été de 1996.                                             | 48    | (ro)   |
| 29 mai  | Jacky Receveur                       | Footballeur français.                                                                                             | 66    |        |
| 29 mai  | André Rousselet                      | Haut fonctionnaire, homme politique et chef d'entreprise français, fondateur de Canal +.                          | 93    |        |
| 30 mai  | Corry Brokken                        | Chanteuse néerlandaise.                                                                                           | 83    | (nl)   |
| 30 mai  | Boniface Choi Ki-San (en)            | Prélat catholique sud-coréen.                                                                                     | 68    | (en)   |
| 30 mai  | Tom Lysiak                           | Hockeyeur sur glace canadien.                                                                                     | 63    | (en)   |
| 30 mai  | Rick MacLeish                        | Hockeyeur sur glace canadien.                                                                                     | 66    | (en)   |
| 31 mai  | Mohamed Abdelaziz                    | Homme politique arabe.                                                                                            | 68    |        |
| 31 mai  | Sergio Govi (de)                     | Prélat catholique italien, membre de l'Ordre des frères mineurs capucins.                                         | 81    | (it)   |
| 31 mai  | Emmanuel Maubert                     | Animateur et chroniqueur français de télévision et de radio.                                                      | 51    |        |
| 31 mai  | Roger Suraud                         | Peintre français.                                                                                                 | 77    |        |